# Junost' našich otcov
Junost' našich otcov (Юность наших отцов) è un film del 1958 diretto da Michail Kalik e Boris Vladimirovič Rycarev.